# East End United
Maillots
Le East End United est un club de football caïmanais basé à East End.

## Palmarès
- Coupe des îles Caïmans
  - Vainqueur : 1996